# Cenzura (katolické kanonické právo)
Cenzura je v kanonickém právu katolické církve medicinální a duchovní trest, který církev ukládá pokřtěné, provinivší se a neposlušné osobě, a kterým je zcela nebo zčásti zbavena užívání určitých duchovních dober, dokud se ze své neposlušnosti nevyléčí.

## Historie a vývoj
Viz též: Římské právo a Corpus iuris civilis
Název a obecná povaha tohoto trestu pochází z doby římské republiky. U starých Římanů nacházíme v roce 311 n. l. zřízený úřad veřejného cenzora (censores), jehož úkolem bylo vedení rejstříku (censu) všech římských občanů a jejich správné zařazení, např. senátoři, jezdci atd. Dále k jejich funkcím patřila disciplinární kontrola mravů a zvyklostí, v níž měli absolutní pravomoci, a to jak v součtových záležitostech, tak při degradaci kteréhokoli občana z jeho řádné třídy z důvodů, které se dotýkaly morálního nebo materiálního blaha státu. Tento trest se nazýval cenzura (censura). Stejně jako Římané horlivě chránili důstojnost svého občanstva, tak i církev dbala na čistotu a posvátnost svého členství, tj. společenství věřících. V prvotní církvi byli věřící v jejím společenství zapsáni do určitého seznamu; tato jména se četla na veřejných shromážděních a z tohoto seznamu byli vylučováni ti, kteří byli exkomunikováni, tj. vyloučeni ze společenství. Tyto rejstříky se nazývaly dyptychy nebo kánony a obsahovaly jména věřících, živých i zemřelých. Mešní kánon uchoval stopy této starobylé disciplíny i ve 21. století.
Exkomunikace byla tehdy obecným termínem pro všechny donucovací prostředky používané proti provinilým členům církve a existovalo tolik druhů exkomunikace, kolik bylo stupňů společenství v křesťanské společnosti, ať už pro laiky, nebo pro duchovní. Tak některé stupně laiků v církvi byly expiatores a pænitentes, které se opět dělily na consistentes, substrati, audientes a flentes nebo lugentes. Také tehdy, stejně jako dnes, byla některá dobra církve společná všem jejím členům, např. modlitba, svátosti, přítomnost u svaté oběti a křesťanský pohřeb. Jiná dobra byla zase vlastní různým stupňům kleriků. Kdo byl zbaven jednoho nebo všech těchto práv, spadal pod obecné označení exkomunikovaný, tj. ten, kdo se ocitl mimo společenství, k němuž ho jeho stupeň v církvi opravňoval, ať už zcela nebo zčásti. V dřívějších církevních dokumentech tedy exkomunikace a podobné výrazy neznamenaly vždy jen odsouzení nebo určitý druh odsouzení, ale někdy znamenaly cenzuru, někdy poenu, jak je vysvětleno níže, a velmi často pokání. V pozdější římské právní terminologii je slovo cenzura užíváno v obecném významu trestu. V souladu s tím církev v raném věku používala tento termín k označení všech svých trestů, ať už se jednalo o veřejné pokání, exkomunikaci, nebo v případě kleriků o suspendování či degradaci. Ve svém starověkém trestním zákonodárství církev, stejně jako římský stát, považovala trest za trest spočívající ani ne tak v uložení pozitivního utrpení, jako spíše v pouhém zbavení určitých statků, práv nebo výsad; těmi byly v církvi duchovní statky a milosti, jako je účast s věřícími na modlitbě, na svaté oběti, na svátostech, na všeobecném společenství církve nebo, jako v případě kleriků, na právech a poctách jejich úřadu.

### Právní vývojJus novum
O několik století později, v období Dekretálů, lze však zaznamenat velký pokrok v právní vědě. Ve školách a u soudů se rozlišovalo mezi vnitřním a vnějším fórem, přičemž první se týkalo záležitostí hříchu a svědomí, druhé vnější vlády a disciplíny církve. Také různé druhy a povaha trestů byly komentátory, soudci a doktory práva jasněji definovány. Tak se od počátku třináctého století, i když to v dekretech nebylo výslovně uvedeno, stal termín cenzura ekvivalentem určité třídy církevních trestů, tj. interdiktu, suspenze a exkomunikace. Inocenc III., který v roce 1200 používal tento termín pro trest obecně, později (1214) v odpovědi na dotaz, co znamená církevní cenzura v papežských dokumentech, výslovně odlišil cenzuru od jakéhokoli jiného církevního trestu (respondemus quod per eam non solum interdicti, sed suspensionis et excommunicationis sententia valet inteligi), čímž autenticky prohlásil, že církevní cenzurou se rozumí tresty interdikt, suspenze a exkomunikace. Kromě toho v souladu s vnitřní povahou těchto tří trestů glosátoři a komentátoři a v jejich návaznosti pozdější kanonisté zavedli a udržovali  všeobecně uznávaný rozdíl mezi tresty medicinálními či nápravnými (cenzury) a tresty vindikačními či odvetnými. Primárním cílem prvně jmenovaných je náprava nebo polepšení provinilce; když je toho řádně dosaženo, přestávají platit. Vindikativní tresty (poenæ vindicativæ), i když absolutně nevylučují nápravu delikventa, mají především napravit porušenou spravedlnost nebo obnovit společenský řád spravedlnosti způsobením pozitivního utrpení. Takovými tresty jsou tělesné a peněžité tresty, uvěznění a doživotní odloučení v klášteře, zákaz křesťanského pohřbu, také sesazení a degradace kleriků, jakož i jejich suspenze na určitou dobu. (Suspenze latæ sententiæ, např. na jeden rok nebo na tři roky, je cenzurou podle svatého Alfonse) Zpovědní pokuty jsou odvetné tresty, jejich hlavním účelem není náprava, ale odčinění a zadostiučinění za hříchy. Nepravidelnost vyplývající z trestného činu není ani cenzurou, ani odvetným trestem; vlastně to vůbec není trest, správně řečeno, ale spíše kanonická překážka, neschopnost zajistit důstojnost posvátné služby, která zabraňuje přijetí svěcení a vykonávání přijatého úřadu.
Otázka cenzury byla vážně ovlivněna konstitucí Martina V. „Ad vitanda“ z roku 1418. Před touto konstitucí se všichni cenzurovaní, o nichž veřejnost věděla, že jimi jsou, měli vyhýbat (vitandi) a nesměli s nimi komunikovat in divinis nebo in humanis, tj. v náboženském nebo občanském styku. Cenzura, jakožto trestní odnětí práva podílet se na určitých duchovních dobrech křesťanské společnosti, byla samozřejmě něčím relativním, to znamená, že postihovala osobu, které byla takto uložena, a také osoby, které se s ní podílely na užívání těchto dober. Tímto způsobem nemohly být od suspendovaného klerika přijímány svátosti nebo jiné duchovní služby. Na základě konstituce Martina V. však měly být napříště za vitandi považovány a považovány pouze ty cenzurované osoby, které byly za takové výslovně a konkrétně jmenovitě prohlášeny soudním rozsudkem. Dokument S. Cong. Inquis. (9. ledna 1884) prohlásil tuto formalitu za zbytečnou v případě notoricky známých exkomunikovaných vitandi z důvodu svatokrádežného násilí na klericích. Platnost výpovědi není omezena ani na místo, kde k ní dochází. Na druhou stranu Martin V. výslovně prohlásil, že toto zmírnění není ve prospěch cenzurované strany, takže toleranti ve skutečnosti nezískali žádné přímé privilegium, ale bylo pouze ve prospěch ostatních věřících, kteří od nynějška mohli s tolerovanými exkomunikovanými komunikovat, a pokud šlo o cenzuru, mohli s nimi jednat jako s necenzurovanými osobami – to vše z důvodu závažných změn společenských poměrů (viz exkomunikace). V roce 1869 Pius X. významně změnil církevní disciplínu ve věci cenzur svou konstitucí „Apostolicæ Sedis Moderatoni“ (q.v.), která zrušila mnohé latæ sententiæ cenzury obecného práva, jiné změnila (čímž snížila jejich počet) a vytvořila nový seznam latæ sentiæ cenzur obecného práva.

## Povaha sankcí
Katolická církev je přesvědčena, že moc vynucovat dodržování těchto podmínek dostává přímo od Ježíše Krista. Je také přesvědčena, že má právo vydávat disciplinární zákony, kterými se řídí její členové, a že toto právo by nemělo smysl, kdyby neměla možnost vynucovat dodržování kanonických zákonů. Navíc církev od svého vzniku toto právo používala k vynucování svých zákonů, jak církev vykládá v postupu svatého Pavla proti incestnímu Korinťanovi a proti Hymenovi a Alexandrovi.
Cílem, o který církev usiluje, je věčná spása věřících (salus animarum lex suprema, „spása duší je nejvyšší zákon“). Při jednání s provinilými členy proto usiluje především o jejich nápravu; přeje si nápravu hříšníka, jeho návrat k Bohu a spásu jeho duše. Na tento primární účinek jejích trestů často navazují další výsledky, jako je příklad dávaný ostatním věřícím, a nakonec i zachování křesťanské společnosti. Na základě božské zásady, že „Bůh si nepřeje smrt hříšníka, ale to, aby se obrátil od svých cest a žil“, se církev vždy přikláněla spíše k ukládání pokání jako léčebných či nápravných prostředků ve své podstatě a účincích než k odplatným trestům, které používá jen tehdy, když je naděje pro samotného hříšníka malá nebo žádná.
Z toho vyplývá, že prvotním a nejbližším cílem cenzury je překonat kontumaci nebo úmyslnou tvrdohlavost, aby se viník vrátil k lepšímu vnímání svého duchovního stavu; druhotným a vzdáleným cílem je poskytnout příklad trestu, aby byli ostatní zlí lidé odrazeni. Kontumace je čin tvrdohlavého nebo zatvrzelého neuposlechnutí zákonů; musí však znamenat pohrdání autoritou, tj. musí být nejen namířena proti zákonu, ale musí také obecně vyjadřovat pohrdání trestem nebo odsouzením spojeným se zákonem. Neznalost hrozícího trestu nebo vážná obava by tedy obecně omlouvaly osobu, která se cenzuře vystavuje; za takových okolností nemůže být řeč o skutečném pohrdání. Jelikož kontumace předpokládá vytrvalé setrvávání v trestném činu, musí být osoba, aby se stala postižitelnou těmito tresty, nejen vinna z trestného činu, ale musí také setrvávat ve svém trestném jednání poté, co byla řádně varována a napomenuta. Toto varování (monitio canonica), které musí předcházet trestu, může pocházet buď od samotného zákona, nebo od církevního představeného či soudce. Ke kontumaci tedy může dojít jedním ze dvou způsobů: za prvé, když delikvent nedbá varování svého církevního představeného nebo soudce, které je mu adresováno osobně a individuálně; za druhé, když porušuje církevní zákon s plným vědomím zákona a s ním spojeného odsouzení, přičemž v druhém případě je samotný zákon stálým varováním pro všechny (Lex interpellat pro homine).
Cenzura, která je odnětím těžkého duchovního prospěchu, se křesťanům ukládá pouze za hřích vnitřně i navenek těžký a in genere suo, tj. ve svém vlastním druhu, neboli za ten, který je předmětem cenzury, dokonalý a úplný. Mezi zločinem a trestem musí být spravedlivý poměr. Jelikož je trest cenzury léčivý, nespočívá v tom, že provinilce zbavuje samotných duchovních dober, nýbrž pouze užívání duchovních dober, a to nikoli napořád, nýbrž na dobu neurčitou, tj. dokud se nebude kát, jinými slovy, dokud se pacient nezotaví ze své duchovní nemoci. Proto exkomunikace, která je zdaleka nejzávažnější z cenzur, není nikdy ukládána na určitou dobu; na druhé straně suspenze a interdikt mohou být za určitých podmínek uloženy na určitou dobu. Skutečný trest církevních cenzur spočívá v odnětí užívání určitých duchovních dober nebo výhod. Tato duchovní dobra jsou ta, která jsou v moci církve, nebo ta, která jsou na církvi závislá, např. svátosti, veřejné modlitby, odpustky, posvátné funkce, jurisdikce, církevní beneficia a úřady. Cenzura však nezbavuje milosti ani soukromých modliteb a dobrých skutků věřících, neboť i v případě cenzury zůstává věčné společenství svatých díky nesmazatelnému charakteru vtisknutému křtem. Tedy, abychom rozlišili různé účinky tří cenzur: 
- Exkomunikace může být uložena klerikům i laikům a vylučuje ze společenství věřících, zakazuje také užívání všech duchovních dober, na nichž se věřící podílejí jako údy viditelného těla, jehož viditelnou hlavou je římský papež.
- Suspenze se týká pouze kleriků, ponechává jim účast na společenství věřících, ale přímo jim zakazuje aktivní užívání posvátných věcí, tj. jako služebníkům (qua ministri), a zbavuje je některých nebo všech práv klerického stavu, např. jurisdikce, zpovídání, zastávání úřadu atd.
- Interdikt zakazuje věřícím, ať už klerikům, nebo laikům, pasivní užívání některých církevních statků, pokud se jedná o posvátné věci (res sacræ) nebo pokud jsou věřící jejich účastníky, např. některé svátosti, křesťanský pohřeb atd.[1]

## Rozdělení

### Cenzurya jureaab homine
Kromě zvláštního dělení cenzur na exkomunikaci, suspenzi a interdikt existuje několik obecných dělení cenzur. Nejprve cenzury a jure a ab homine.
- Cenzury a jure (ze zákona) jsou ty, které jsou udělovány trvalým nařízením zákonodárce, tj. které zákon sám pojí s trestným činem. Musíme zde rozlišovat mezi zákonem, tj. nařízením, které má samo o sobě trvalou a věčnou závaznost, a pouhým příkazem nebo nařízením, které má obvykle dočasnou závaznost a zaniká smrtí nadřízeného, jímž bylo vydáno. Cenzury a iure jsou tedy přidány buď k obecnému církevnímu právu, jako jsou dekrety papežů a všeobecných koncilů, nebo jsou ukládány obecným právem, např. biskupy pro jejich konkrétní diecézi nebo území, obvykle na provinčních nebo diecézních synodách.
- Cenzury ab homine (od člověka) jsou ty, které jsou vydávány rozsudkem, příkazem nebo konkrétním nařízením soudce, např. biskupem, na rozdíl od výše popsaného zákona. Jsou obvykle způsobeny konkrétními a přechodnými okolnostmi a mají trvat jen po dobu existence těchto okolností. Cenzura ab homine může mít podobu obecného příkazu, rozkazu nebo nařízení, závazného pro všechny subjekty (per sententiam generalum), nebo může být pouze konkrétním příkazem či nařízením pro jednotlivý případ, např. v procesu, kdy je delikvent shledán vinným a cenzurován, nebo jako konkrétní nařízení k zastavení určitého deliktu.[1]

### Cenzurylatæ sententiæaferendæ sententiæ
Pro církevní trestní zákonodárství je důležité další dělení cenzur, které je mu vlastní. Cenzura a jure nebo ab homine může být buď (1) latæ sententiæ, nebo (2) ferendæ sententiæ.
(1) Cenzura latæ sententiæ (vyneseného rozsudku) vzniká ipso facto spácháním trestného činu; jinými slovy, delikventovi vzniká trest již při samotném porušení zákona a cenzura zavazuje svědomí delikventa okamžitě, bez procesu soudního řízení nebo formalit soudního rozsudku. Sám zákon ukládá trest v okamžiku, kdy je porušení zákona dokonáno. Tento druh trestu je zvláště účinný v církvi, jejíž podřízení jsou ve svědomí zavázáni dodržovat její zákony. Je-li zločin tajný, je i cenzura tajná, ale je závazná před Bohem a ve svědomí; je-li zločin veřejný, je i cenzura veřejná; má-li však být takto uložená tajná cenzura zveřejněna, pak se koná soudní přezkoumání zločinu a formální prohlášení (deklaratorní rozsudek), že delikvent utrpěl cenzuru.
(2) Cenzura ferendæ sententiæ (trest čekající na rozsudek) se váže k zákonu nebo k příkazu tak, že delikventovi nevzniká trest, dokud není po soudním procesu formálně uložen soudním nebo odsuzujícím rozsudkem. Zda se jedná o latæ nebo ferendæ sententiæ, se pozná podle toho, v jakých termínech je cenzura formulována. Nejčastěji se u cenzury latæ sententiæ používají výrazy: ipso facto, ipso jure, eo ipso sit excommunicatus atd. Pokud se však jedná o výrazy budoucí a předpokládají soudní zásah, je cenzura ferendæ sententiæ, např. excommunicetur, suspenditur atd. Ve sporných případech se předpokládá, že jde o ferendæ sententiæ, protože v trestních věcech je třeba se řídit mírnějším výkladem. Před uložením posledního druhu cenzury je navíc třeba tří varování (monitiones) nebo jednoho důrazného varování, s výjimkou případů, kdy jsou zločin i kontumace delikventa notoricky známé, a tudíž dostatečně prokázané.
Cenzury se opět dělí na vyhrazené (tzv. rezerváty) a nevyhrazené. Jako mohou být vyhrazeny hříchy, mohou být vyhrazeny i cenzury, přičemž výhrada je v tomto případě omezena na omezení nebo popření pravomoci podřízeného zprostit se cenzury a ponechání si této pravomoci nadřízeným.

## Předpoklady pro udělení cenzury
K udělení cenzury je zapotřebí buď a jure, nebo ab homine:
1. Příslušnost zákonodárce nebo soudce;
2. dostatečný důvod;
3. správný způsob řízení.

Co se týče jurisdikce, protože cenzury patří k vnějšímu fóru nebo vnější správě církve, nutně z toho vyplývá, že k jejich udělení, ať už zákonem nebo soudcem, je nutná jurisdikce nebo pravomoc jednat na tomto fóru. K udělení cenzury navíc musí být dostatečný důvod. Cenzura jako sankce zákona je doplňkem zákona; proto podstatná vada zákona, např. nespravedlnost nebo nerozumnost, která zákon modifikuje, ruší i cenzuru připojenou k zákonu. Tento dostatečný důvod k cenzuře může v zákoně chybět buď proto, že při jeho formulaci nebyl dodržen právní řád, nebo proto, že v zákoně uvažovaná vada nebyla dostatečně závažná, aby ospravedlnila trest církevní cenzury. Trest musí být úměrný zločinu. Pokud byl v zákonodárném aktu dodržen právní řád, ale chyběl poměr trestu ke zločinu, tj. pokud provinění neodůvodňovalo extrémní trest spojený se zákonem, pak jelikož má zákon dvě části, je zachován v první části, tj. v příkazu, ale nikoliv v druhé, tj. v trestu nebo cenzuře. V pochybnostech jsou však zákon i trest pravděpodobně platné. Pokud jde o správný způsob řízení, může být trest cenzury neplatný, pokud není dodrženo některé podstatné pravidlo procesu, např. varování při cenzuře uložené ab homine. Cenzura je však platná, existuje-li objektivní poměr mezi závažností trestu a závažností provinění, a to i tehdy, má-li rozsudek nějakou nahodilou vadu, např. cenzuru uloženou z nenávisti k osobě, která je však provinilcem, nebo nebylo-li dodrženo nějaké jiné nahodilé pravidlo postupu. Vzniká otázka týkající se cenzury neplatné in foro interno („na vnějším fóru“) nebo podle pravdy, ale platné in foro externo nebo podle právní domněnky. Například osoba je odsouzena za trestný čin in foro externo, k němuž se váže cenzura, ale ve svém svědomí ví, že je nevinná. Jaké jsou účinky takto uložené cenzury? Poté, co byl uznán vinným in foro externo, má cenzura platné účinky na tomto fóru a musí být dodržována navenek, aby se zabránilo pohoršení a pro dobrou kázeň. Všechny úkony jurisdikce in foro externo takto pokárané strany mohou být prohlášeny za neplatné. In foro interno by však měl jurisdikci, a pokud by nehrozilo nebezpečí skandálu, mohl by jednat, jako by nebyl cenzurován, aniž by se vystavil sankci za porušení cenzury, např. za neregulérnost. Cenzuru lze udělit i podmíněně; je-li podmínka splněna, je cenzura platná.
Mohou být cenzury ukládány jako odvetné tresty, tj. nikoli primárně jako nápravná opatření, ale spíše jako pomsta za trestný čin? To je závažná otázka a kanonisté se ji snažili vyřešit výkladem některých textů zákona, především z Gratiánova dekretu. Tyto zákony však uvažují o dřívější disciplíně cenzur, kdy se tento název používal pro tresty obecně, bez jakéhokoli specifického významu. Je tedy zřejmé, že řešení je nyní třeba hledat v pozitivním právu. V právu Dekretálů výslovné řešení této otázky nenajdeme, ačkoli jsou tam druhy trestů přesněji rozlišeny. V pozdějším právu Tridentský koncil nanejvýš moudře upozorňuje biskupy, že „meč“ cenzury se má používat jen střízlivě a s velkou obezřetností. Cenzury, které jsou v podstatě zbavením užívání duchovních statků nebo výhod, mají být ukládány léčebně, a proto by měly být zrušeny, jakmile provinilý ustoupí od své nekázně. Výše jsme viděli, že sv. Alfons z Liguori a další autoři po něm zastávají názor, že sekundárně má cenzura také trestající a odstrašující motiv a z tohoto hlediska může být udělena na určitou dobu. To platí obecně, neboť zatímco je jisté, že exkomunikace nemůže být takto nikdy uložena jako odvetný trest, suspenze a interdikt mohou být uloženy, výjimečně a na krátkou dobu, jako odvetné tresty podle pozitivního práva. Důvodem je to, že suspenze a interdikt stejně jako exkomunikace nevylučují provinilce ze společenství věřících, ani ho absolutně nezbavují všech duchovních dober; mohou tedy z vážných důvodů nabýt povahy odvetných trestů. To platí zvláště tehdy, když jejich důsledkem je zbavení nějakého světského práva, např. když je klerik suspendován ze svého úřadu nebo beneficia; kdykoli totiž cenzury zbavují především užívání světských statků, jsou to spíše tresty, které se tak správně nazývají, než cenzury, jejichž primárním charakterem je zbavení užívání duchovních dober.

## Předmět cenzury, aktivní a pasivní
Co se týče aktivního subjektu cenzury, tj. toho, kdo ji může udělovat, cenzury patří k vnější vládě církve. Mohou je tedy udělovat pouze ti, kteří mají příslušnou jurisdikci ve vnější správě církve, nazývané „vnější fórum“. Cenzury a iure, tj. začleněné do zákonů závazných pro křesťanskou společnost, ať už vcelku nebo zčásti, může vydávat ten, kdo má pravomoc takto zákonodárně rozhodovat. Papež nebo všeobecný koncil tedy mohou takové cenzury uložit celému světu, římským kongregacím v jejich vlastních sférách, biskupovi v rámci jeho vlastní diecéze, kapitule nebo kapitulnímu vikáři v době neobsazení stolce (sede vacante), řadovým prelátům s vnější jurisdikcí, legátům Svatého stolce, také kapitulám řadových prelátů nad jejich vlastními podřízenými. Faráři, abatyše a světští soudci však takovou pravomoc nemají. Censures ab homine neboli cenzury uložené církevním soudcem, ať už je jeho jurisdikce řádná nebo delegovaná, mohou být uloženy k vynucení určitého práva nebo k zabránění určitým zlořádům. Generální vikáři a delegovaní soudci, kteří nemají zákonodárnou moc, nemohou udělovat cenzuru a jure, ale pouze ab homine, aby prosadili a ochránili svou moc, např. aby vynutili výkon soudního rozhodnutí. Cenzury, jakožto duchovní tresty, mohou být ukládány pouze křesťanům, tj. pokřtěným osobám. Kromě toho jako tresty mohou být ukládány pouze podřízeným nadřízeného, který cenzuru ukládá; tato podřízenost může vyplývat z bydliště, kvazibydliště nebo z důvodu spáchaného trestného činu (ratione delicti). Poutníci, kteří porušují konkrétní právo, nepodléhají cenzuře, ale pokud přestoupí obecné právo s připojenou cenzurou ferendæ sentientiæ, může jim ji uložit místní biskup. Kardinálové a biskupové nepodléhají cenzurám a jure (s výjimkou exkomunikace), pokud o nich není v zákoně výslovná zmínka. Hlavy států může soudit pouze papež. Králové a panovníci nemohou být biskupy cenzurováni a obce či kapituly jimi nemohou být exkomunikovány. Společenství však může být postiženo interdiktem a suspenzí, jenže v takovém případě by se nejednalo o cenzuru, správně řečeno, ale spíše o trestní postih; přestane-li být někdo členem společenství, přestane být trestán.

## Zproštění od cenzury
Všichni kanonisté se shodují v tom, že jednou udělenou cenzuru lze zrušit pouze absolucí. Ačkoli jsou cenzury léčebnými tresty a jsou určeny k překonání kontumace, nepřestávají ihned po pokání. Jako byl trest soudním aktem, tak je zapotřebí soudní rozvázání, které se právoplatně uděluje, když dojde k nápravě. Ani smrtí cenzurovaného, je-li exkomunikován nebo interdikován, by se cenzura nezrušila, protože i v tomto případě by stále zůstaly některé účinky cenzury, např. odnětí křesťanského pohřbu. Jediným případem, kdy by formální rozvázání nebylo nutné, je situace, kdy je cenzura uložena s conditio resolutiva, např. pozastavení do vykonání určitého skutku. Pokud jsou suspenze nebo interdikt uloženy jako odvetné tresty, které nejsou správně nazývány cenzurou, mohou zaniknout nikoli absolucí, ale uplynutím doby, na kterou byly uloženy. Cenzury samy o sobě, tj. ještě nevykonané, zanikají zrušením zákona, k němuž byly připojeny, odvoláním nebo (obvykle) smrtí představeného, pokud byly vydány ab homine jako zvláštní nařízení.
Absoluce, která je uvolněním nebo zmírněním trestu kompetentní autoritou, je aktem spravedlnosti a res favorabilis v cenzuře, a proto nemůže být kajícníkovi odepřena. Může být udělena dvěma způsoby: (1) Na vnitřním fóru, tj. za hřích a skrytou cenzuru. Může ji udělit kterýkoli kněz, který má potřebnou jurisdikci; může ji udělit při zpovědi nebo mimo zpověď, na tzv. fóru svědomí (forum conscientiæ). V obou případech se však používá formule svátostného rozhřešení, která se vztahuje na výčitky svědomí. (2) Na fóru externum mohou absoluci udělit pouze ti, kdo jsou nadáni nezbytnou soudní mocí, tj. ten, kdo udělil cenzuru, jeho nástupce, delegát nebo jeho nadřízený, např. papež. Používá se zde buď slavnostní formule, nebo kratší formule, podle toho, jak to vyžaduje příležitost; obě se nacházejí v Římském rituálu. Rozhřešení může být uděleno buď absolutně, nebo podmíněně, tj. v závislosti na splnění nějaké podmínky jeho platnosti. Ve všech reskriptech, bulách a apoštolských privilegiích se také dává ad cautelam (pro jistotu), aby účinky ústupku nebyly znemožněny nějakou skrytou cenzurou. Konečně máme absoluci ad reincidentiam; ta nabývá účinku okamžitě, ale pokud kajícník do určité doby neučiní něco předepsaného, nastává mu ipso facto ihned cenzura stejného druhu jako ta, od níž byl právě zproštěn. Ten, kdo odejme cenzuru, může uložit reincidenci. Nyní existuje pouze reincidentia ab homine, tj. ačkoli je někdy v zákoně požadována a stanovena. musí být uplatněna ab homine, tj. osobou udělující absoluci.
Pokud jde o otázku udělovatele absoluce neboli toho, kdo může udělovat absoluci, platí obecná zásada: „Rozvazovat může jen ten, kdo může svazovat“ (illius est solvere cujus est ligare); jinými slovy, absoluci může udělovat jen ten, kdo má potřebnou jurisdikci. Tato jurisdikce je buď řádná, nebo delegovaná. V případě cenzury ab homine, konkrétním rozsudkem nebo formou nařízení, také v případě vyhrazené cenzury a jure, může udělovat absoluci pouze ten, kdo cenzuru udělil, nebo jeho nástupce, nadřízený či delegát. Proto může kapitulní vikář dát absoluci od cenzury udělené řádnou mocí zesnulého biskupa, když převzal moc, kterou měl tento zesnulý prelát. Pokud jde o moc představeného, papež jako univerzální představený může vždy zrušit cenzury udělené jeho podřízenými, biskupy atd. Arcibiskup, který není absolutním nadřízeným svých sufragánů, ale pouze v určitých věcech, může odstranit cenzury uložené svými sufragány pouze při vizitaci nebo v případě odvolání. Když však nadřízený zprostí cenzury uložené podřízeným, musí to v každém případě oznámit podřízenému a musí požadovat, aby mu provinilý poskytl plnou satisfakci. Rozsah pravomocí delegovaného soudce udělovat zproštění musí být jasně uveden v jeho listinách.
Pokud jsou cenzury uděleny a jure communi nebo ab homine obecným rozsudkem, pokud tyto cenzury nejsou vyhrazeny, může každý oprávněný zpovědník, který má pravomoc rozhřešit od hříchu, rozhřešit od nich jak na vnějším, tak na vnitřním fóru, přičemž rozhřešení na jednom fóru platí i na druhém, s výjimkou případů, kdy byla cenzura přenesena na forum contentiosum, tj. je již předmětem sporu před soudem, v takovém případě by rozhřešení na vnitřním fóru neplatilo pro vnější. Kněz, který není oprávněn nebo nemá pravomoc zpovědi vyslechnout, nemůže rozhřešit od cenzury, i když není vyhrazena, s výjimkou nebezpečí smrti. A konečně, jsou-li cenzury rezervovány a iure, nikdo nemůže rozhřešit kromě toho, komu jsou rezervovány, nebo jeho představeného, nástupce či delegáta. Cenzury, které jsou vyhrazeny papeži, jsou buď prostě vyhrazeny, nebo vyhrazeny zvláštním způsobem. V souvislosti s prvními z nich formuloval Tridentský koncil obecné právo, podle něhož může biskup nebo jím pověřený člověk in foro conscientiæ a ve své vlastní diecézi osvobodit své podřízené od těchto cenzur, pokud je zločin skrytý a není notoricky známý nebo pokud nebyl předložen soudnímu tribunálu. Biskupy jsou zde míněni také opati, kteří mají církevní území, kapitulní vikáři a jiní, kteří mají biskupskou jurisdikci; nikoli však generální vikáři na základě svého generálního pověření ani řadoví preláti. Subjekty, pro které mohou být tyto fakulty použity, jsou ti, kteří žijí v biskupově diecézi, nebo cizinci, kteří přicházejí ke zpovědi v jeho diecézi; ti jsou jeho subjekty s ohledem na rozhřešení, které má být uděleno. Takové rozhřešení však nemůže být uděleno in foro externo, ale je omezeno na forum conscientiæ, tj. na oblast svědomí. Jsou-li cenzury vyhrazeny římskému papeži zvláštním způsobem, nemůže biskup ze své řádné pravomoci udělovat absoluci, leda v případě nutnosti. Zvláštní úlevy pro tyto případy však Svatý stolec uděluje biskupům na určitou dobu, na dobu života biskupa nebo na určitý počet případů. Cenzury, které jsou podle papežského práva vyhrazeny biskupům nebo ordinářům, mohou rozhřešit všichni biskupové, opati, kapitulní vikáři a generální vikáři, a to na jakémkoli fóru, a dokonce i v notoricky známých případech. V okamžiku smrti (in articulo mortis) může kterýkoli kněz, i když není autorizován, rozhřešit od všech cenzur, ale také od všech rozhřešení, jak je upravuje ustanovení výše zmíněné papežské konstituce (Pius IX., 1869) „Apostolicæ Sedis Moderationi“.

### Podmínky pro absoluci
Tyto podmínky se týkají jak kněze, který rozhřešení uděluje, tak i rozhřešovaného. Rozhřešení od kněze je neplatné, pokud bylo získáno násilím nebo pokud bylo vynuceno vážným, nespravedlivým strachem. Dále by rozhřešení bylo neplatné, kdyby hlavní, pohnutka byla falešná, např. kdyby soudce udělil rozhřešení právě proto, že tvrdí, že již učinil zadost, ačkoli tak ve skutečnosti neučinil. Podmínky pro rozhřešení jsou obecně vyjádřeny výše zmíněnou formulí injunctis de more injungendis, tj. nařizování těch věcí, které zákon vyžaduje. Jsou to např. (1) zadostiučinění vůči poškozené straně; (2) aby provinilý napravil pohoršení podle uvážlivého úsudku biskupa nebo zpovědníka a odstranil příčinu hříchu, pokud nějaká existuje; (3) aby v případě, že je zproštěn od zvlášť vyhrazených cenzur, slíbil (in foro externo, pod přísahou), že se bude řídit dalšími pokyny církve v této věci (stare mandatis ecclesiæ); (4) někdy se také u těžších zločinů vyžaduje přísaha, že se jich znovu nedopustí; (5) aby kromě pokání uloženého ve zpovědi přijal a vykonal propuštěný nějaké jiné spasitelné pokání jako zadostiučinění za toto provinění.